# جيمس ويلكنسون (ضابط)
جيمس ويلكنسون (بالإنجليزية: James Wilkinson )‏ (و. 1757 – 1825 م) هو سياسي، وضابط، وجندي، ودبلوماسي أمريكي، كان عضوًا في الحزب الفيدرالي الأمريكي، ويحمل رتبة عسكرية فريق أول، توفي في مدينة مكسيكو، عن عمر يناهز 68 عاماً.

## مناصب
تولى منصب حاكم ميسوري ‏ (1805–1807)
- القائد العام لجيش الولايات المتحدة (15 يونيو 1800–27 يناير 1812)
- القائد العام لجيش الولايات المتحدة (15 ديسمبر 1796–13 يوليو 1798)
- عضو مجلس نواب بنسيلفانيا
- سفير.

## التعليم
تعلم في جامعة بنسيلفانيا.

## الخدمة العسكرية
خدم في القوات البرية للولايات المتحدة، والجيش القاري.

## روابط خارجية
- جيمس ويلكنسون على موقع الموسوعة البريطانية (الإنجليزية)
- جيمس ويلكنسون على موقع إن إن دي بي (الإنجليزية)